# Кам'януха
Кам'яну́ха — село в Україні, у Маневицькій селищній громаді Камінь-Каширського району Волинської області. Населення становить 312 осіб.

## Історія
|  | КАМІНУХА, с, Луцький пов., Медведецька вол., 22 км. від Луцька, на півн. захід від Чарторийська. В кінці 19 ст. було там 56 домів і 411 жителів, дерев'яна церква, вітряк, ґуральня. Велика зем. власність 141 дес. належала до Тараєвичів. — Цинкаловський О.М. |

12 червня 2020 року, відповідно до розпорядження Кабінету Міністрів України № 708-р «Про визначення адміністративних центрів та затвердження територій територіальних громад Волинської області», село увійшло у склад Маневицької селищної громади.
19 липня 2020 року, в результаті адміністративно-територіальної реформи та ліквідації  Маневицького району, село увійшло до складу новоутвореного Камінь-Каширського району.

## Населення
Згідно з переписом УРСР 1989 року чисельність наявного населення села становила 357 осіб, з яких 168 чоловіків та 189 жінок.
За переписом населення України 2001 року в селі мешкало 340 осіб.

### Мова
Розподіл населення за рідною мовою за даними перепису 2001 року:
| Мова            | Кількість | Відсоток |
| --------------- | --------- | -------- |
| українська      | 338       | 99.41%   |
| російська       | 1         | 0.29%    |
| інші/не вказали | 1         | 0.30%    |
| Усього          | 340       | 100%     |